# جوزيف غيثر برات
جوزيف غيثر برات (بالإنجليزية: Joseph Gaither Pratt)‏ هو عالم نفس أمريكي، ولد في 1910، وتوفي في 1979.